# Bácsszentgyörgy
Bácsszentgyörgy è un comune dell'Ungheria situato nella contea di Bács-Kiskun, nell'Ungheria meridionale di 159 abitanti (dati 2009)

## Società

### Evoluzione demografica
Secondo i dati del censimento 2001 il 87,2% degli abitanti è di etnia ungherese, il 4,1% di etnia tedesca e il 4,1% di etnia croata